# Goede Gendrich
Goede Gendrich (* 22. November 1912 in Mirow; † 6. September 2000 in Eschede; eigentlich Ludwig Dörbandt) war ein deutscher Forstmann und Autor. Unter dem Pseudonym Goede Gendrich wurde er als Jagdschriftsteller bekannt. Er galt als einer der Großen der Natur- und Jagdliteratur.

## Leben und Wirken
Ludwig Dörbandt wurde 1912 in Mirow im Landesteil Mecklenburg-Strelitz geboren, wo sein Vater als staatlicher Revierförster tätig war. Er besuchte das Gymnasium Carolinum in Neustrelitz und entschied sich dann – gegen den Willen seines Vaters – ebenfalls für die Laufbahn als Forstbeamter. Bis er als Forstpraktikant eingestellt wurde und seine Ausbildung beginnen konnte, arbeitete er übergangsweise als Waldarbeiter. Fast zwei Jahrzehnte hindurch sammelte er zudem als Jäger reiche Erfahrungen in den Jagdrevieren Mecklenburgs, eine Zeit, die ihn stark prägte und in seinem späteren literarischen Schaffen großen Raum einnehmen sollte. Als Soldat im Zweiten Weltkrieg wurde er mehrmals verwundet. Nach Kriegsende 1945 verschlug es Ludwig Dörbandt nach Niedersachsen, wo er nach einigen wechselvollen Jahren in der Lüneburger Heide eine neue Heimat fand. Dort erhielt er eine Revierförsterei im Bereich des heutigen Naturparks Südheide, die der Forstamtmann bis zu seiner Pensionierung leitete. 
Als Schriftsteller wurde er durch seine Beiträge in der Jagdpresse bekannt und veröffentlichte unter dem Pseudonym Goede Gendrich zahlreiche Jagd- und Heimatgeschichten, die ein großes Publikum erreichten und ihn bundesweit bekannt machten. Insgesamt hat er zu forstlichen, jagdlichen und historischen Themen weit über 500 Arbeiten publiziert, darunter mehr als ein Dutzend Bücher. Deren erstes, Silbergrauer Satan. Die Zeit mit dir, mein Rauhbauz, erschien 1961 und bekundete seine innige Verbundenheit mit seinem Dackel Satan. Viele seiner Bücher sind stark autobiografisch gefärbt und kreisen um die Mecklenburger Jahre, vor allem So lebten und so jagten wir. Mecklenburg-Strelitz – ein faszinierendes Abenteuer (1987), Mit den Augen eines Jägers. Erlebtes und Erlauschtes (1992) sowie sein letztes Werk Die Welt ist uns gram und wir sind nur ein Spiel. Deutsches Schicksal 1923 - 1953 (1998).
Als Lyriker fand Goede Gendrich in der jagdlichen Dichtung neue Formen, die dem Expressionismus zuzuordnen sind. Eine Auswahl veröffentlichte er unter anderem in dem Band Ein Leuchten liegt auf allen Dingen (1976). Daneben verfasste er manch heiteres und leichtgewichtiges Buch über die Jagd, aber auch die ernsthafte Standortbetrachtung Jagen. Verantwortung oder Lust am Töten? (1990). Eine Reihe seiner Werke erschien in der historisch-literarischen Zeitschrift Carolinum. 
Für sein schriftstellerisches Wirken erhielt er mehrere Auszeichnungen, darunter die Fritz-Reuter-Medaille und den DJV-Preis für Öffentlichkeitsarbeit. Der Forstverein Mecklenburg-Vorpommern und der Landesjagdverband Mecklenburg-Vorpommern ernannten ihn jeweils zu ihrem Ehrenmitglied.
Forstamtmann i. R. Ludwig Dörbandt starb am 6. September 2000 im Alter von 87 Jahren in seinem Wohnort Eschede. 
Zur Erinnerung an den beliebten Jagdschriftsteller ist bei Carpin-Goldenbaum die rund 700-jährige Goede-Gendrich-Eiche nach ihm benannt. Dörbandt hatte von 1923 bis 1927 als Sohn des Försters in Goldenbaum gewohnt.

## Werke (Auswahl)
- Silbergrauer Satan. Die Zeit mit dir, mein Rauhbauz. Melsungen 1961; 3. Auflage Melsungen 1984, ISBN 3-7888-0451-3
- Frühpirsch in den grünen Wäldern Mecklenburgs. Melsungen 1964
- Ein Leuchten liegt auf allen Dingen. Gedichte und Gedanken eines Forstmanns. Darmstadt 1976, ISBN 3-87561-549-2
- als Zusammensteller und Herausgeber: Das ist die Welt, der keine gleich, das ist Dianas Wunderreich. Eine Sammlung jagdlicher Sinnsprüche. Hamburg und Berlin 1977, ISBN 3-490-11411-6
- Diana könnte zürnen. Ein kritisches Buch für Gastjäger und Gastgeber. Hannover 1980, ISBN 3-7842-0231-4
- Oh, diese Jäger. Heitere Geschichten von Jägern und Jungfern, von Schelmen und Schabernack. Hannover 1982, ISBN 3-7842-0259-4
- Mit Büchse, Hund und gutem Wind. Hannover 1983, ISBN 3-7842-0278-0
- Da schmunzeln nicht nur die Jäger. Humor und Jagd, Hannover 1986; 2. Auflage Hannover 1996, ISBN 3-7842-0333-7
- So lebten und so jagten wir. Mecklenburg-Strelitz – ein faszinierendes Abenteuer. Hannover 1987, ISBN 3-7842-0346-9
- Jagen. Verantwortung oder Lust am Töten?. Melsungen 1990, ISBN 3-7888-0620-6
- Mit den Augen eines Jägers. Erlebtes und Erlauschtes. Hannover 1992, ISBN 3-7842-0483-X
- Forsthaus und Fischerkate. Aus dem Mecklenburgischen. Hannover 1995, ISBN 3-7842-0523-2
- Die Welt ist uns gram und wir sind nur ein Spiel. Deutsches Schicksal 1923–1953. Tessin 1998, ISBN 3-9805273-3-6